# Philygria brincki
Philygria brincki är en tvåvingeart som beskrevs av Wirth 1960. Philygria brincki ingår i släktet Philygria och familjen vattenflugor. Inga underarter finns listade i Catalogue of Life.